# Spalax zemni
Spalax zemni is een zoogdier uit de familie van de Spalacidae. De wetenschappelijke naam van de soort werd voor het eerst geldig gepubliceerd door Erxleben in 1777.

## Voorkomen
De soort komt voor in Oekraïne.